# Liriomyza limpida
Liriomyza limpida är en tvåvingeart som beskrevs av Erich Martin Hering 1933. Liriomyza limpida ingår i släktet Liriomyza och familjen minerarflugor.
Artens utbredningsområde är Tyskland. Inga underarter finns listade i Catalogue of Life.